# Шпинат
Шпинат (Spinacia, Spinacia) — рід трав'янистих рослин родини Амарантових (Amaranthaceae), у сучасній класифікації поміщається у підродину лободових (Chenopodioideae), раніше розглядалося як самостійна родина Chenopodiaceae.
Найвідоміший представник роду — шпинат городній (Spinacia oleracea), широко представлений в культурі, використовується в кулінарії, застосовується як при приготуванні салатів, так і як складова частина різноманітних страв.

## Назва
Етимологія назви: «шпинат» ← нім. Spinat. Spinat ← давньофр. espinache.  ← ст.-окс.  ← кат. espinac. espinac ← араб. سبانخ. سبانخ‎ ← перс. اسفناج. اسفناج‎.
Англійським шпинатом можуть називати зовсім іншу рослину — щавель шпинатний (Rumex patientia), що належить до родини гречкових.

## Історія
Шпинат городній увійшов в культуру вже дуже давно — можливо, близько 2000 років тому, або після VI століття нашої ери. Серед дослідників немає єдиної думки про місце походження культурного шпинату. Можливим місцем виникнення культури називають Іран або Кавказ. Інші ботаніки поряд з Іраном вважають осередком цієї культури Середню Азію і Афганістан. В якості культивований шпинат вперше визначає Лінней (як Spinacia oleracea).
Дикорослий шпинат як окремий вид вперше описав російський ботанік Стевен Християн Християнович в 1809 році, як шпинат чотиритичинковий (Spinacia tetrandra)[джерело?]. Довгий час шпинат чотиритичинковий залишався єдиною відомою формою дикорослого шпинату. Ревізія роду, проведена М. М. Ільїним в 1934 році, виявила самостійний вид дикорослого шпинату, що росте в Середній Азії — шпинат туркестанський (Spinacia turkestanica).

## Види
Рід включає три види:
- Spinacia oleracea L. typus — Шпинат городній (в побуті — просто «шпинат»)
- Spinacia tetrandra Steven ex M.Bieb. — Шпинат чотиритичинковий
- Spinacia turkestanica Iljin — Шпинат туркестанський